# Basílica menor da Nossa Senhora da Graça

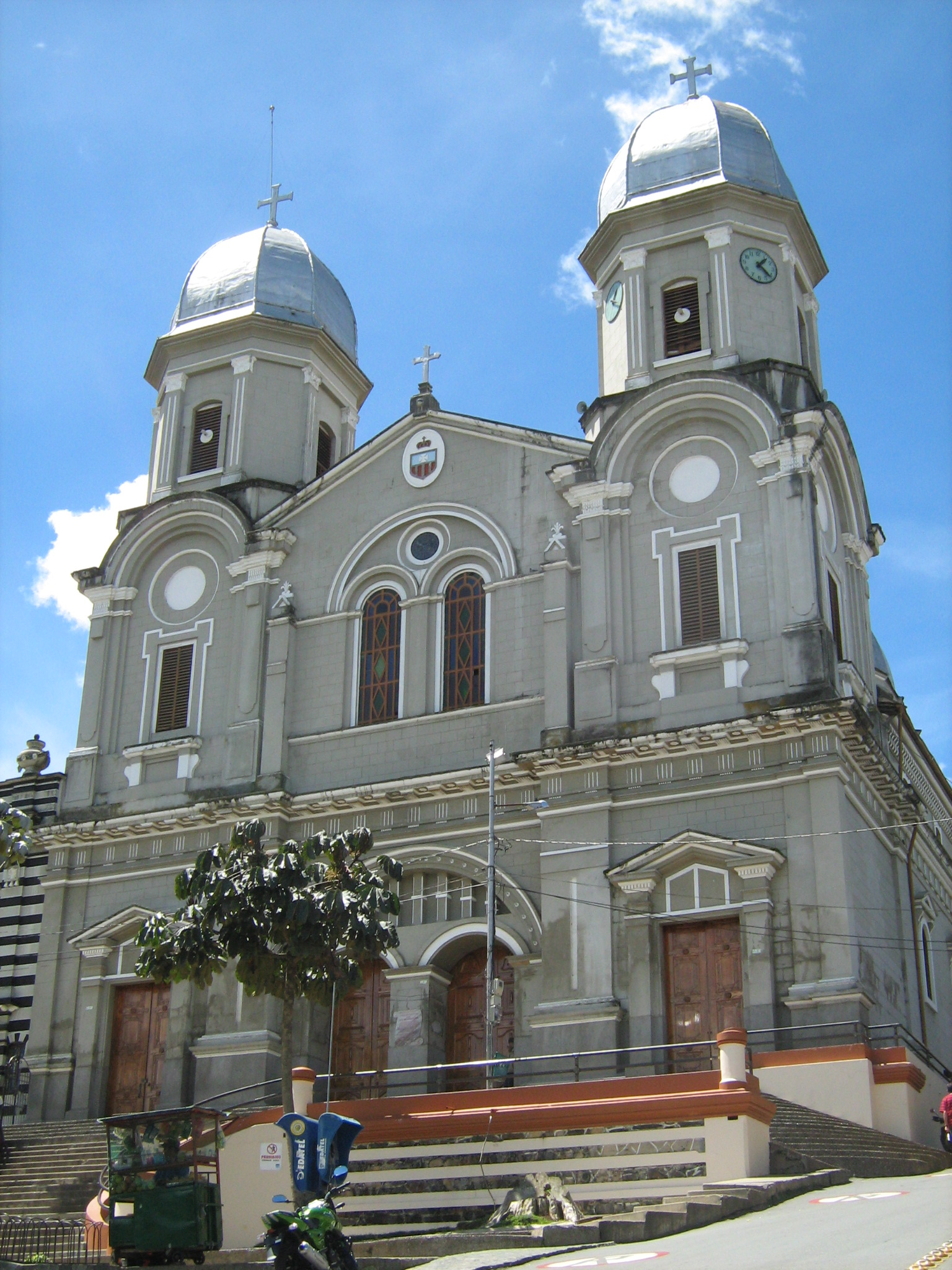
Fachada da basílica menor da Nossa Senhora da Graça

A basílica menor de Nossa Senhora da Graça é uma basílica colombiana de culto católico do município de Yarumal (Antioquia). É a sede da paroquia homónima e pertence à jurisdição eclesiástica da Diocese de Santa Rosa de Ursos. O templo está dedicado à Virgem Maria através a adoração da Graça ou das Graças que é a patrona, e São Luis de Gonzaga é o titular.
É um edifício de estilo neo-renascentista, construído para ter um templo de maiores proporções no mesmo lugar onde se localizava a primitiva igreja de Yarumal. Começado em 1866, sua construção passou por múltiplas dificuldades. O financiamento que requeria o projecto, as guerras civis de finais do XIX, o desmoronar de parte do templo em 1890 ou o sismo de 1938, atrasaram sua conclusão até 1944, ano da seu consagração. Durante a sua construção a Capela de São Luis (que originalmente era a igreja do velho cemitério) fez de templo paroquial.
A basílica é de planta rectangular, o seu interior está dividido em três naves longitudinais, a principal ou central e dois laterais. A fachada principal está conformada por duas torres arrematadas em cúpulas, unidas por um corpo que compõe a nave central.
A igreja alberga vários elementos artísticos, entre os quais se destaca a tela da Virgem da Graça que data de 1789, considerada milagrosa. Lá também está o altar principal, construído em mármore de várias cores e conta com 12 metros de altura e pesa 70 toneladas. Igualmente destaca-se o pavimento, o qual possui artísticos desenhos elaborados em mármore.
Em 1998, o Concelho Municipal de Yarumal declarou o templo da Graça juntamente com a capela de São Luis (ainda que assim se lhe conhece, seu verdadeiro nome é Capela de Carmen), como bens imóveis de interesse cultural e arquitectónico do município. A 12 de agosto de 1999, o Papa João Paulo II concedeu ao templo o título de basílica menor. Desde o ano 2000, a igreja preserva os restos do poeta Epifanio Mejía, autor do hino antioquenho.